# 사신의 영생
《사신의 영생》(중국어 (중국): 死神永生)은 류츠신의 2008년 장편 SF 소설로, '지구의 과거(地球往事)' 삼부작의 마지막 작품이다.